# Anna Asti
Anna Anatolyevna Dzyuba (în rusă Анна Анатольевна Дзюба, în ucraineană Ганна Анатоліївна Дзюба; n. 24 iunie 1990, Cerkasî, RSS Ucraineană, URSS), cunoscută profesional ca Anna Asti (în rusă Анна Асти), este o cântăreață rusă născută în Ucraina.
Din 2010 până în 2021, a fost solistă a duo-ului Artik & Asti. În 2022, ea și-a început cariera solo, lansând mai multe single-uri și un album de debut, care a devenit popular în Rusia.